# Josef Durrer
Josef Durrer-Gasser (* 24. Oktober 1841 in St. Niklausen, Gemeinde Kerns; † 26. April 1919 in Sarnen) war ein Schweizer Ingenieur und Politiker.

## Leben
Josef Durrer wurde 1841 in St. Niklausen in der Gemeinde Kerns als Sohn des Schreinermeisters Franz Joseph Durrer und seiner Frau Anna Maria geboren. Seine Mutter verstarb früh. Durrer besuchte ausschliesslich die Volksschule, bildete sich später aber autodidaktisch. Er machte bei seinem Vater eine Schreinerlehre. 1868 heiratete er Anna Maria Gasser. 
Anfang 1863 gründeten Franz Josef Bucher, Franz Josef Durrer und seine drei Söhne die Firma «Bucher und Durrer». Josef Durrer wurde zum Techniker des Unternehmens, das Sägereien betrieb und Scheunen und einfache Wohnhäuser erstellte. Aus diesem Unternehmen entstand 1868 eine Parkettfabrik, die für ihre Produkte an der Weltausstellung 1878 eine Auszeichnung erhielt. Die Firma stieg auch in den Hotelbau – 1869/70 das Hotel Sonnenberg in Engelberg und 1871–73 das Grandhotel Bürgenstock – und -betrieb ein. Die Firma wurde 1877 aufgelöst, als der Miteigentümer Bucher alles übernahm. Die Verbindung wurde allerdings schon 1879 erneuert und die Firma «Bucher und Durrer» ein zweites Mal gegründet. Durrer baute in der Folge die Parkettfabrik in Kägiswil zu einem Baugeschäft um. Er betätigte sich auch in Osteuropa, wo er Wälder zum Holzschlag aufkaufte oder Nutzungsrechte erwarb. Er erstellte 1885 in Bukarest eine Parkettfabrik, der eine zweite im Balkan folgte. Ein geplantes Geschäft mit dem Prinzen Dadian von Mingrelien, für das Durrer seine Kapazitäten ausgebaut hatte, scheiterte. Zur gleichen Zeit brannte seine unversicherte Fabrik in Bukarest nieder. Durrer liess sich jedoch nicht entmutigen und baute sie wieder auf. Das Unternehmen baute ab 1886 auch Strassenbahnen, Standseilbahnen und Elektrizitätswerke. So zum Beispiel 1907 die Braunwaldbahn und gleichzeitig das Grand-Hôtel in Braunwald. Meist war Bucher für das Akquirieren von Aufträgen zuständig, und Durrer zeichnete Pläne, berechnete die Kosten und übernahm auch die Bauleitung.
Neben den privaten Geschäften wirkte er auch für das Gemeinwohl. So war er Konkursbeamter und Friedensrichter und wurde als FDP-Mitglied in den Kantonsrat von Obwalden gewählt. 1906 wählte ihn die Landsgemeinde überraschend in den Regierungsrat. Die Wahl geschah eigentlich gegen seinen Willen, war er doch zu dieser Zeit mit dem Bau der Braunwaldbahn beschäftigt. Nach einer Amtsperiode trat er 1910 zurück.